# Boeing
Компа́нія «Бо́їнг» (англ. The Boeing Company) (NYSE: BA) — одна з найбільших світових аерокосмічних та оборонних корпорацій. Заснована Вільямом Боїнгом у Сіетлі, США. У 1997 році об'єдналася з МакДоннел Дуглас. З 2001 року міжнародна штаб-квартира компанії розташована у Арлінгтон. Боїнг був найбільшим у світі виробником літаків за кількістю замовлень, поставок, а також за доходами (до 2019 року). Найбільший експортер Сполучених Штатів у вартісному вираженні. Ціни акцій компанії враховуються при обчисленні індексу Доу-Джонса.

## Власники і керівництво
Ринкова капіталізація на 21 січня 2006 — близько $59 млрд. Голова ради директорів і президент — Джеймс Макнерні (James W. McNerney, Jr.).

## Діяльність
Компанія випускає широкий спектр цивільної і військової авіаційної техніки, є другою за виробництвом літаків у світі, після Airbus. Крім цього, Boeing випускає широкий спектр авіаційно-космічної техніки військового призначення (зокрема вертольоти), веде широкомасштабні космічні програми.
У структурі Boeing функціонують два великі підрозділи:
- Boeing Commercial Airplanes, що займається будівництвом цивільних літаків;
- Integrated Defense Systems, що здійснює космічні і військові програми. Спільно із компанією Lockheed Martin створено фірму ULA, яка виробляє ракети-носії та обслуговує космічні запуски.

Число зайнятих на кінець 2005 р. — більш як 152 тис. осіб. Заводи компанії розташовані в 67 країнах світу. Компанія постачає свою продукцію в 145 країн світу. Boeing співпрацює із більш ніж 5200 постачальниками у 100 країнах. Дохід компанії у 2005 склав $54,8 млрд (у 2004 — $52,4 млрд), чистий прибуток — $2,6 млрд ($1,9 млрд).

## Історія

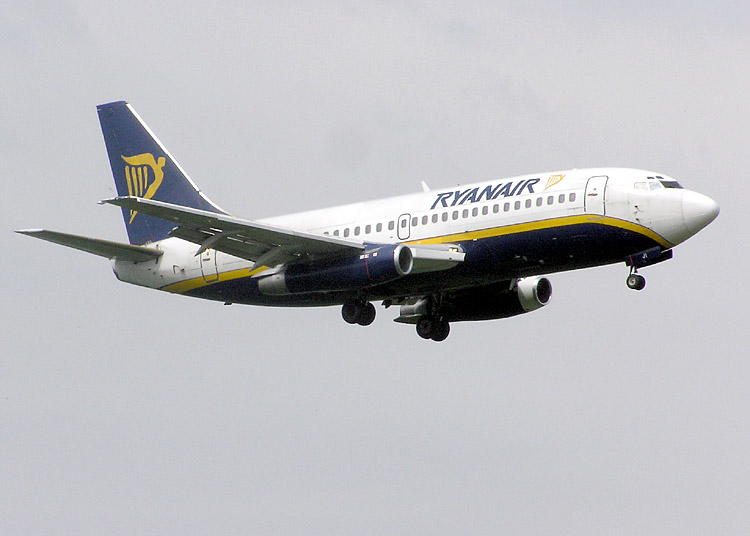
Boeing-737 — наймасовіший цивільний літак у світі

15 червня 1916 року відбувся перший політ один з двох гідролітаків «B&W», побудованих Вільямом Боїнгом за допомогою військово-морського інженера Джорджа Конрада Вестервельта, а 15 липня 1916 в Сіетлі Боїнгом була заснована компанія «The Pacific Aero Products Company». 9 травня 1917 компанія була перейменована в «Boeing Airplane Company». Вільям Боїнг вчився в Єльському університеті, а потім якийсь час працював в лісовій промисловості, де розбагатів і отримав знання про конструкції з деревини, які виявилися безцінними для подальшої розробки і виробництва літаків.
Під час Другої світової війни Boeing побудував величезне число бомбардувальників. Багато з тих, що працювали у той час робочими були жінки, чиї чоловіки пішли на війну. На початку березня 1944 виробництво було розширене, і щомісяця збиралося понад 350 літаків. Щоб запобігти атакам з повітря, дахи заводів були укриті зеленню і сільськими предметами. У ці військові роки основні авіаційні компанії США об'єднали зусилля для підвищення обсягів виробництва. Розроблений фірмою Боїнг бомбардувальник B-17 також збирався на заводах Lockheed Aircraft Corp. і Douglas Aircraft Co., а також збирали на заводах компаній Bell Aircraft Co. і Glenn L. Martin Company. 1956 на підприємствах компанії було зайнято 67 284 робітників та службовців. В 1958 капітал її становив 605,3 млн $., обороти — 1711,91711,9 млн дол., чистий прибуток — 29,4 млн доларів.
2024 року Міністерство оборони США уклало з компанією контракт на $6,9 млрд на постачання бомб малого діаметра для Японії, Болгарії та України.

## Конкуренція з Airbus
Boeing і Airbus є найбільшими виробниками цивільних літаків у світі і глобальними конкурентами один одного.
- Boeing 737 і A320. Літаки середньої місткості для авіаліній середньої протяжності, кожен тип має безліч модифікацій. Останніми роками A320 продаються у більших обсягах, ніж продукція Boeing[26][27].

|       | 2008 | 2007 | 2006 | 2005 | 2004 | 2003 | 2002 | 2001 | 2000 |
| ----- | ---- | ---- | ---- | ---- | ---- | ---- | ---- | ---- | ---- |
| A320  | 386  | 367  | 339  | 289  | 233  | 232  | 236  | 257  | 241  |
| B-737 | 290  | 330  | 302  | 212  | 202  | 173  | 223  | 299  | 281  |

|       | 1999 | 1998 | 1997 | 1996 | 1995 | 1994 | 1993 | 1992 | 1991 | 1990 | 1989 | 1988 |
| ----- | ---- | ---- | ---- | ---- | ---- | ---- | ---- | ---- | ---- | ---- | ---- | ---- |
| A320  | 222  | 168  | 127  | 72   | 56   | 64   | 71   | 111  | 119  | 58   | 58   | 16   |
| B-737 | 320  | 281  | 135  | 76   | 89   | 121  | 152  | 218  | 215  | 174  | 146  | 165  |

- Boeing 747 і A380. Літаки великої місткості для авіаліній середньої і великої протяжності. Азійські авіакомпанії, традиційні користувачі 747-х, є основними замовниками А380. В наш час[коли?] Boeing 747 виробляються в кількості не більше 10 штук в рік, нових замовлень на пасажирські машини дуже мало (з 99 замовлених з початку 2006 року Boeing 747 лише 27 — пасажирські). В той же час портфель замовлень A380 з початку 2006 року збільшився на 60 пасажирських лайнерів[26][27].
- Boeing 767 і A330. Літак Airbus виявився комерційно успішнішим останніми роками[26][27].

|       | 2008 | 2007 | 2006 | 2005 | 2004 | 2003 | 2002 | 2001 | 2000 | 1999 | 1998 | 1997 | 1996 | 1995 | 1994 |
| ----- | ---- | ---- | ---- | ---- | ---- | ---- | ---- | ---- | ---- | ---- | ---- | ---- | ---- | ---- | ---- |
| A330  | 72   | 68   | 62   | 56   | 47   | 31   | 42   | 35   | 43   | 44   | 23   | 14   | 10   | 30   | 9    |
| B-767 | 9    | 12   | 12   | 10   | 9    | 24   | 35   | 40   | 44   | 44   | 47   | 42   | 43   | 37   | 41   |

Обидві компанії планують вивести на ринок нові типи літаків (Boeing 787 і A350), причому «Боїнг» поставить перший літак замовникові вже в 2009 році.
- Boeing 777 і A340. Обидва літаки з'явилися одночасно, але за рахунок більшої паливної ефективності Boeing 777 і ряду інших чинників американська компанія продала удвічі більше машин, ніж їхні європейські конкуренти[26][27].

|       | 2008 | 2007 | 2006 | 2005 | 2004 | 2003 | 2002 | 2001 | 2000 | 1999 | 1998 | 1997 | 1996 | 1995 | 1994 | 1993 |
| ----- | ---- | ---- | ---- | ---- | ---- | ---- | ---- | ---- | ---- | ---- | ---- | ---- | ---- | ---- | ---- | ---- |
| B-777 | 61   | 75   | 65   | 40   | 36   | 39   | 47   | 61   | 55   | 83   | 74   | 59   | 32   | 13   | 0    | 0    |
| A-340 | 13   | 11   | 24   | 24   | 28   | 33   | 16   | 22   | 19   | 20   | 24   | 33   | 28   | 19   | 25   | 22   |

Обидві компанії виводять на ринок нові машини — A350 і Boeing 787 (Boeing передав свій перший літак замовнику в 2011 році; перший політ A350 відбувся 14 червня 2013 року).

### Показники діяльності
2007 року Boeing поставив замовникам 441 цивільних літаків, з них 330 Boeing 737. За прогнозом Boeing, у 2008 році буде поставлено 480—490 літаків. Число зайнятих на кінець 2008 року — більш як 162 тис. чоловік. Виручка компанії в 2008 році склала 60,9 млрд дол. (у 2007 році — 66,4 млрд), чистий прибуток — 2,7 млрд дол.(4,1 млрд).

### Лайнери 737 MAX
2019 року через технічні несправності відбулося дві авіакатастрофи з літаками 737 MAX. В результаті компанія-виробник була вимушена призупинити їхнє виробництво, а також оновлювати небезпечне програмне забезпечення на вже наявних літаках. Загалом в катастрофах цієї моделі загинуло 346 людей, згодом всі авіакомпанії світу тимчасово відмовились від її використання. Згідно з даними виробника, це спричинило зниження квартального прибутку компанії на 5,6 млрд $.

## Винаходи й нові технології
Компанія Boeing представила новий, «найлегший у світі» метал, що складається на 99,9 % з повітря. Для демонстрації феноменальною легкості нового матеріалу вчені помістили його на квітку кульбабки, яка не деформувався під вагою зразка металу. За словами експертів, на створення цього матеріалу їх надихнули кістки людини, що є дуже міцними, не дивлячись на порожнечу всередині. Жорстка зовнішня структура кістки підтримується внутрішньою відкритою комірчастою структурою, що дозволяє кістці зберігати свою форму, залишаючись порожньою зсередини. Ця властивість кісток було передана штучному матеріалу, який використали при побудові 3D «мікро-решітки», сформованої з пористих трубок. Стінка кожної трубки в 1000 разів тонше людської волосини, що дозволяє матеріалу зберігати легкість разом з металевою міцністю.
Aurora Flight Sciences, дочірня компанія Boeing, що спеціалізується на дронах, створила автономний літак на сонячних батареях. Він перебуватиме у повітрі протягом місяців, досліджуючи атмосферу. Перша місія відбудеться навесні 2019 року.
Компанія Boeing впевнено працює над створенням гіперзвукового пасажирського літака, який буде здатний розвивати швидкість понад 6000 км/год., витрачаючи на переліт через Атлантичний океан приблизно дві години, а Тихого — три.

## Цікаві факти
В листопаді 2013 року у Києві почали працювати представництво Boeing-Україна і конструкторський центр Boeing Design Center, який підпорядковується представництву, однак формально представництво запрацювало тільки навесні 2014 року.